# Leonard Szymański (polityk)
Leonard Józef Szymański (ur. 18 czerwca 1939 w Poznaniu, zm. 8 maja 2023 tamże) – polski inżynier, konstruktor i polityk, poseł na Sejm X kadencji (1989–1991).

## Życiorys
Syn Leona i Ireny. Absolwent I Liceum Ogólnokształcącego im. Karola Marcinkowskiego w Poznaniu. Ukończył w 1963 Politechnikę Poznańską, uzyskując tytuł zawodowy magistra inżyniera mechanika.
Pracę rozpoczął w Zakładach Przemysłu Metalowego „H. Cegielski”, następnie był zatrudniony w Fabryce Obrabiarek Specjalnych „Wiepofama” w Poznaniu jako starszy projektant.
W 1980 wstąpił do Niezależnego Samorządnego Związku Zawodowego „Solidarność”. 8 stycznia 1981 został przewodniczącym komisji zakładowej, od 15 lipca 1984 pełnił funkcję wiceprzewodniczącego zarządu regionu, był delegatem na I Krajowy Zjazd Delegatów w Gdańsku. Po wprowadzeniu stanu wojennego zaangażował się w działalność Prymasowskiej Rady Społecznej, a także Klubu Inteligencji Katolickiej.
W 1989 uzyskał mandat posła na Sejm X kadencji z okręgu Poznań-Stare Miasto jako kandydat bezpartyjny z poparciem Komitetu Obywatelskiego. Pracował w czterech komisjach stałych i dwóch komisjach nadzwyczajnych, należał do Obywatelskiego Klubu Parlamentarnego, a w jego ramach do Koła Chrześcijańskich Demokratów.
W 1991 bez powodzenia ubiegał się o reelekcję z ramienia Partii Chrześcijańskich Demokratów. Działał także w Unii Wielkopolan i Porozumieniu Polskich Chrześcijańskich Demokratów. Pełnił funkcję prezesa Agencji Rozwoju Regionalnego w Kwilczu. Do czasu przejścia na emeryturę był pracownikiem huty szkła w Sierakowie.
Został pochowany na cmentarzu Jeżyckim.

## Odznaczenia
W 2011 odznaczony został Krzyżem Kawalerskim Orderu Odrodzenia Polski.